# فابیو کولتورتی
فابیو کولتورتی (ایتالیایی: Fabio Coltorti؛ زادهٔ ۳ دسامبر ۱۹۸۰) بازیکن فوتبال پیشین اهل سوئیس است.
وی همچنین در تیم ملی فوتبال سوئیس بازی کرده‌است.